# Horst Eberlein

Bischofswappen von Horst Eberlein

Horst Eberlein (* 25. Oktober 1950 in Walsleben) ist ein deutscher römisch-katholischer Geistlicher und Weihbischof im Erzbistum Hamburg.

## Leben
Nach Flucht und Vertreibung kamen Eberleins Eltern 1947 als Heimatvertriebene aus dem katholisch geprägten Ermland in Ostpreußen in die Altmark, wo dann Horst Eberlein geboren wurde. Drei Geschwister wurden noch im Krieg geboren, drei Geschwister nach Kriegsende. Mit knapp einem Jahr kam Horst Eberlein zu Tante und Onkel nach Mecklenburg nahe dem Kloster Dobbertin, bei denen er aufwuchs. Seine Eltern flüchteten 1958 mit den anderen Kindern weiter nach Hamburg-Eidelstedt und kamen im dortigen Pfarrhaus unter, weil ein Onkel von Horst Eberlein dort Pfarrer war.
Im Jahr 1965 ging er an das Bischöfliche Vorseminar in Schöneiche, wo er später Abitur machte. Nach dem Studium der Katholischen Theologie am Priesterseminar Erfurt empfing Horst Eberlein am 16. April 1977 in Waren (Müritz) durch Heinrich Theissing die Priesterweihe für das Bischöfliche Amt Schwerin.
Eberlein war zunächst als Kaplan in Wittenburg und in der Pfarrei St. Josef – St. Lukas in Neubrandenburg tätig, bevor er 1985 Pfarrer in Friedland wurde. 1990 wurde er Pfarrer in Hagenow und 1996 Pfarrer der Christusgemeinde in Rostock. Im Jahr 2000 erhielt er den Ehrentitel eines Päpstlichen Ehrenkaplans (Monsignore). Seit 2009 war Eberlein Propst an der Propsteikirche St. Anna in Schwerin. Im Jahr 2015 wurde er zum nichtresidierenden Domkapitular des Hamburger Metropolitankapitels ernannt. Eberlein wurde 2016 von Erzbischof Stefan Heße zum Dekan für die Region Mecklenburg ernannt, dessen Aufgabe es ist, die katholische Kirche auf regionaler Ebene in Abstimmung mit dem Erzbischof zu vertreten.
Am 9. Februar 2017 ernannte ihn Papst Franziskus zum Titularbischof von Tisedi und zum Weihbischof im Erzbistum Hamburg. Die Bischofsweihe spendete ihm Erzbischof Stefan Heße am 25. März 2017 im Hamburger St.-Marien-Dom. Mitkonsekratoren waren die emeritierten Hamburger Weihbischöfe Hans-Jochen Jaschke und Norbert Werbs.
Eberlein ist der erste im Erzbistum Hamburg ernannte Weihbischof. Er ist nicht mehr, wie die bisherigen Weihbischöfe Hans-Jochen Jaschke und Norbert Werbs, für eine Region, sondern für das gesamte Erzbistum zuständig; sein Wohn- und Dienstsitz ist Hamburg.
Sein Bischofswappen erinnert mit dem Lamm als Christussymbol an das Bistum Ermland, aus dem seine Familie stammt. Die andere Hälfte des Wappenschildes zeigt ein Herz mit Kreuz, das im Hamburger Bistumswappen für den mecklenburgischen Bistumsteil steht. Dieses und sein Wahlspruch Iesus sis mihi Iesus („Jesus, sei mir Jesus“) erinnern an den seligen Niels Stensen und dessen letztes Gebet vor seinem Tod.